# Вирчис, Владимир Владимирович
Владимир Владимирович Вирчис (укр. Володимир Вірчiс; 18 августа 1973, Каховка, Херсонская область, СССР — 28 января 2022, Киев, Украина) — украинский боксёр-профессионал, выступавший в супертяжёлой весовой категории.

## Профессиональная карьера
Владимир Вирчис, известный также как «Охотник», стал профессионалом в 1999 году, в бою с Андреем Олейником.
- Из первых 20 боёв 17 закончил нокаутом.
- Первое поражение потерпел 11 марта 2006, когда столкнулся с непобедимым в ту пору Русланом Чагаевым и проиграл решением судей (114—115, 112—116, 114—114).
- 19 мая 2007, нокаутировав чемпиона Европы, Паоло Видоца, стал чемпионом Европы EBU.
- 27 сентября 2008 в отборочном бою за возможность боя с чемпионом мира версии WBC проиграл Хуану Карлосу Гомесу решением судей (110—117, 109—117, 111—115)), после чего объявил о завершении карьеры.
- 24 октября 2009 года вернулся на ринг, победив единогласным решением судей в шестираундовом поединке латвийского боксера Эдгарса Калнарса в рамках боксерского шоу в Куксхафене, Германия.

## Вне бокса
До карьеры боксёра снялся в 19 лет, в 1992 году в эпизоде украинского фильма Америкэн бой, он сыграл полицейского..
14 января 2008 года снялся в клипе украинской певицы Марты «Несколько секунд».
В 2010 году снялся в телепроекте канала Интер «Битва украинских городов», он был капитаном города Херсона.
Занимался фермерством, его партнёром был бывший председатель Херсонского областного совета Владислав Мангер, которого он поддерживал, когда его обвиняли в 2020 году в заказе убийства Екатерины Гандзюк, предлагал взять последнего на поруки.
За день до смерти 27 января 2022 года Вирчис приходил на заседание в суд к своему партнёру по бизнесу Владиславу Мангеру и требовал его вернуть ему долг.

## Смерть
Тело Вирчиса было обнаружено прохожим в ночь на 28 января 2022 в Днепровском районе возле дома на парковке. В полицию Киева поступило сообщение от прохожего о том, что у дома на улице Раисы Окипной он обнаружил повешенным неизвестного мужчину. На месте происшествия правоохранители обнаружили тело мужчины без признаков жизни с петлей на шее. Ирина Вирчис подала заявление о пропаже мужа, она опознала в погибшем своего супруга Владимира Вирчиса. Полиция начала уголовное дело по ч. 1 ст. 115 УК (умышленное убийство) с пометкой «самоубийство».
Павел Добрянский — пресс-секретарь федерации бокса Украины считает, что Вирчиса убили из-за долгов.
Адвокат семьи Вирчис — Александр Протас считает, что имело место доведение до самоубийства.
Владимира Вирчиса похоронили 30 января 2022 года на Байковом кладбище в Киеве.

## Семья
- Вдова — Ирина Вирчис, дочь — Амина Вирчис.

## Награды и звания
- Мастер спорта Украины.[12]
- Интерконтинентальный чемпион по версии IBC. (Сентябрь 2002)
- интерконтинентальный чемпион WBC среди славянских стран
- интерконтинентальный чемпион IBF.